# 小浜漁港 (福井県)

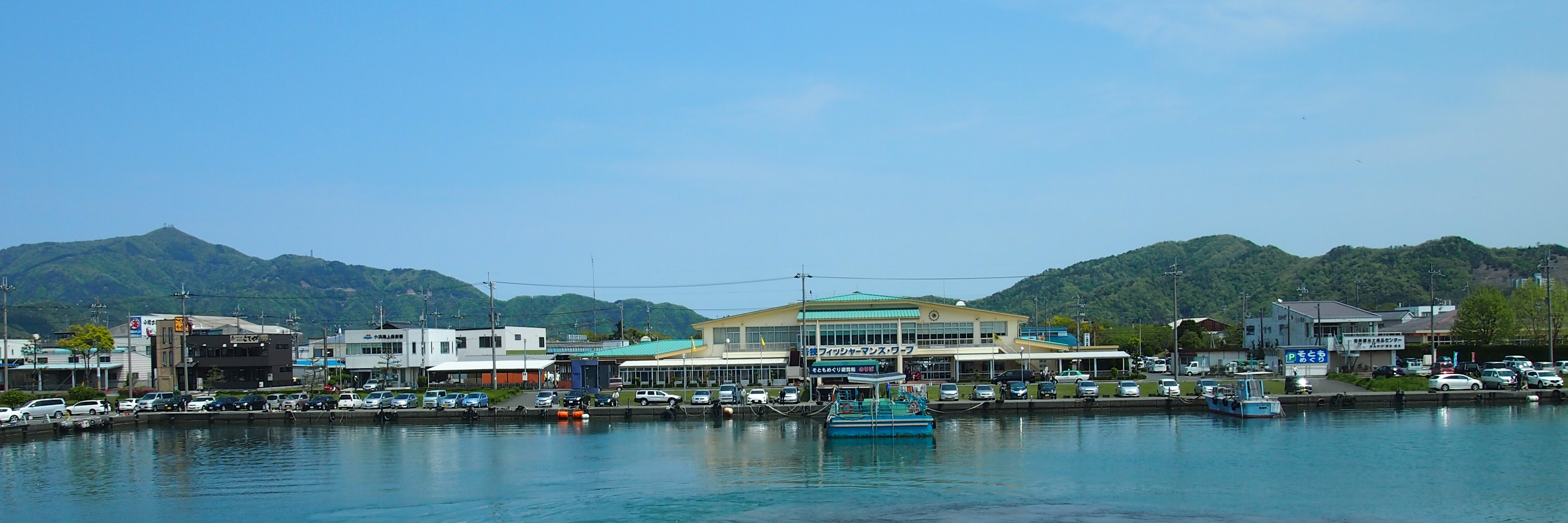
遊覧船から見た小浜漁港

小浜漁港（おばまぎょこう）は、福井県小浜市にある第3種漁港である。漁港管理者は福井県。
正式には小浜市津島、西津、甲ヶ崎、仏谷の4つの漁港を指すが、小浜市川崎地区にある新港で小浜港とも言う。

## 概要
小浜湾の主要漁港であり、古くから天然の良港として、奈良へ向かう朝鮮半島からの玄関口として、また、江戸時代は北前船の停泊地である小浜湊として栄えていた。
若狭湾と小浜湾内から多数の魚介類のほか、魚網により鯖、若狭ぐじアマダイや若狭がれいカレイの名産品が水揚げされる。
小浜漁港内には、競り市が行われる市場や、若狭フィッシャーマンズ・ワーフが設置されているほか、蘇洞門めぐり観光遊覧船の発着場、水産物販売や水産物加工場が多数存在。第八管区敦賀海上保安部に属する小浜海上保安署が所在し、常神岬以西の福井県沿岸海域を管轄するとともに、当港並びに福井県大飯郡にある和田港、内浦港の港則法適用3港についての業務も行っている。
また、御食国わかさ小浜食文化館（愛称：マーメードプラザ）が敷地内にあり、日帰り入浴施設浜の湯や飲食店がある。

## 沿革
明治時代に 3基の波止場を有していたが、昭和初期、南川の河川改修により旧河口跡に整備した。当時は観光遊覧船が通過するため可動橋（跳開橋）があった。
1973年（昭和48年）から1988年（昭和63年）にかけて小浜市津島（川崎地区）に新港を整備した。
1947年（昭和22年）10月24日には、昭和天皇の行幸があった（昭和天皇の戦後巡幸）。